# Lukman Haruna
Haruna Abdulkarim Lukman (Jos, Nigéria, 1990. december 4.) nigériai labdarúgó, aki jelenleg szabadon igazolható. Posztját tekintve középpályás.

## Pályafutása
Haruna több akadémiát is megjárt, mielőtt 2008-ban az AS Monacóhoz került volna. Hamar felfigyeltek a tehetségére más csapatok is, a Real Madrid, az Atlético Madrid, az FC Porto és a Benfica is szerette volna leigazolni, de ő a Monacónál maradt.

## Válogatott
Haruna 2008-ban debütált a nigériai válogatottban. Első gólját 2010. május 30-án, Kolumbia ellen szerezte. Behívót kapott a 2010-es világbajnokságra.

## Külső hivatkozások
- Adatlapja a FIFA honlapján Archiválva 2012. november 8-i dátummal a Wayback Machine-ben
- Adatlapja a SkySports-on
- Válogatottbeli statisztikái

## Fordítás
- Ez a szócikk részben vagy egészben  a   Lukman Haruna című angol Wikipédia-szócikk fordításán alapul.  Az eredeti cikk szerkesztőit annak laptörténete sorolja fel. Ez a jelzés csupán a megfogalmazás eredetét és a szerzői jogokat jelzi, nem szolgál a cikkben szereplő információk forrásmegjelöléseként.